# マツダ・VX-1
VX-1（ブイエックスワン）は、スズキが製造しマツダが販売していたミニバンである。

## 概要
スズキ・エルティガのマツダ版

## 沿革
2013年5月11日、VX-1を発売開始。インドネシアで生産される。
2017年2月、生産終了。